# Ascolta la mia voce
Ascolta la mia voce, romanzo scritto da Susanna Tamaro e pubblicato per Rizzoli nel 2006, è un seguito di Va' dove ti porta il cuore, e narra le vicende della nipote di Olga, la protagonista del precedente romanzo, alla quale era stata indirizzata la lettera-diario. I diritti del libro sono stati venduti negli Stati Uniti, in Gran Bretagna, Germania, Francia, Spagna, America Latina, Portogallo, Paesi Bassi, Grecia e Turchia.

## Trama
La ragazza, ritornata dall'America, con una rabbia e un'inquietudine maggiore di quella che aveva prima di partire, si trova costretta ad accudire la nonna, che colpita dall'ictus inizia a perdere sempre più la lucidità mentale. Quando la nonna muore, la ragazza inizia un lento viaggio alla ricerca delle proprie radici, iniziando col cercare fra i ricordi della madre Ilaria, tracce del proprio padre di cui ignora il nome. La ragazza, scopre che la madre era rimasta incinta già nel 1969 ma aveva abortito clandestinamente, quindi risale al nome del padre: Massimo Ancona, professore di filosofia cinico e freddo. La ragazza inizia ad avere contatti con il padre, che ha lasciato l'Università e vive completamente solo e sommerso dai debiti. L'uomo le rivela le sue origini ebraiche, del padre che aveva lasciato la natia Venezia per il Brasile, rivela le sue idee fondate su disprezzo del mondo e su un darwinismo esasperato oltre che una pessima concezione della famiglia, tanto da spingerlo ad ignorare volutamente l'esistenza della figlia, anche quando Ilaria glielo aveva rivelato tramite alcune lettere. Disgustata da quelle idee, la ragazza decide di troncare i rapporti con il padre. Poco dopo scopre di avere dei parenti in Israele e decide di andarli a trovare. Viene accolta dallo zio Gionata e da suo figlio Arik nel suo kibbutz e i due iniziano a parlare della vita, della religione, della natura. In Israele, la ragazza apprende della morte del padre, forse suicida, scoprendo che l'aveva disperatamente cercata prima di morire. Ritornata a casa, la ragazza scopre per caso la lettera della nonna e inizia a leggerla.

## Edizioni
- Susanna Tamaro, Ascolta la mia voce, Milano, Rizzoli, 2006, ISBN 88-17-01298-X.
- Susanna Tamaro, Ascolta la mia voce, Milano, Mondolibri, 2006.
- Susanna Tamaro, Ascolta la mia voce, Libri oro 29, Milano, Rizzoli, 2007, ISBN 978-88-486-0366-9.
- Susanna Tamaro, va' dove ti porta il cuore; Ascolta la mia voce, BUR Extra, Milano, Rizzoli, 2010, ISBN 978-88-17-02976-6.
- Susanna Tamaro, Ascolta la mia voce, BUR, Milano, Rizzoli, 2011, ISBN 978-88-17-05369-3.
- Susanna Tamaro, Ascolta la mia voce, Le grandi iniziative di Oggi. Susanna Tamaro 6,, Milano, Corriere della Sera, 2017.
- Susanna Tamaro, Ascolta la mia voce, I grandi tascabili 1223, Milano, Bompiani, 2019, ISBN 978-88-452-9976-6.